# Razzialismo
Il razzialismo è un'ideologia europea, prosperata tra la metà del XVIII secolo e la metà del XX secolo, che vede nella razza umana il motore della storia. Tale ideologia non coincide necessariamente con il razzismo, ovvero il comportamento violentemente irrazionale di disprezzo, esclusione o espulsione nei confronti del diverso, ma attribuisce alla segregazione razziale la necessaria condizione per la sopravvivenza e la prosperità dell'uomo civilizzato (caucasico) rispetto a quella dell'uomo selvaggio (nero).

## Descrizione
Questa ideologia si basa, sostanzialmente, su 5 posizioni fondamentali:
1. L'esistenza delle razze come raggruppamenti umani che condividono caratteristiche fisiche comuni e l'endogamia;
2. La relazione causale tra le differenze fisiche e quelle culturali;
3. L'influenza del gruppo d'appartenenza sull'individuo: il comportamento dell'individuo dipende in grandissima parte dal gruppo etnico di appartenenza;
4. Una gerarchia unica dei valori, sulla base della quale ordinare le culture come superiori o inferiori (senza necessariamente che ciò produca astio);
5. Una politica sociale basata su questo insieme di conoscenze pseudoscientifiche.